# Cluster 5
Cluster 5 er en af Statens Serum Institut anvendt betegnelse for en virusvariant beskrevet af instituttet i efteråret 2020, i forbindelse med undersøgelser af SARS-CoV-2-smitte blandt mink og mennesker i Nordjylland.
Den 3. november 2020 leverede institutet en risikovurdering, hvori et foreløbigt forsøg med denne virusvariant beskrevet på halvanden side var lagt til grund for en vurdering omkring effektiviteten af fremtidige COVID-19-vacciner. Med henvisning til denne risikovurdering blev der som udmeldt på statsministerens pressemøde den 4. november 2020 iværksat en plan med et mål om at aflive alle danske mink og indført nedlukning med skærpede restriktioner i syv nordjyske kommuner.
På tidspunktet hvor beslutningen om at aflive alle danske mink blev truffet, var virusvarianten sidst konstateret den 15. september 2020. Efter en efterfølgende testning og sekventering af positive prøver i de syv nordjyske kommuner, var datoen for seneste konstatering stadig den 15. september 2020. WHO skrev den 6. november 2020 med henvisning til det foreløbige forsøg, at "Further scientific and laboratory-based studies are required to verify preliminary findings reported and to understand any potential implications of this finding in terms of diagnostics, therapeutics and vaccines in development."
Lægemiddelstyrelsen blev bedt om sin vurdering af virusvarianten, dagen efter at regeringen havde besluttet at aflive alle landets mink. Styrelsen konkluderer i sin vurdering, at det ikke er sandsynligt at de mutationer, der karakteriserer virusvarianten, vil have væsentlig indvirkning på effektiviteten af førstegenerationsvacciner.

## Baggrund
Danmark er den største producent af minkpelse i verden, med en års-population på 17 millioner individer, heraf godt 20% til avl. Mink er blandt de dyr der kan inficeres med coronavirus. Overførsel af virussen fra mink til mennesker blev først dokumenteret i Holland ved genetisk sporing hvilket fik den hollandske regering til at fremrykke et forbud mod minkopdræt til udgangen af 2020, der ellers var planlagt til træde i kraft i 2024. Det amerikanske landbrugsministerium (USDA) har også bekræftet, at tilfælde af mink inficeret med COVID-19 er dokumenteret i Utah i august 2020.

## Tidslinje
I ugerne 24 til 27 (8. juni til 5. juli 2020) var der udbrud af COVID-smitte på 3 minkfarme i Nordjylland, og mink blev aflivet. Fra 10. august skete yderligere smitte blandt mink, og omkring halvdelen af smittede mennesker i Nordjylland formodedes smittet indirekte fra mink. Isolations- og fritestningsstrategi blev forsøgt, hvorefter en aflivningsstrategi blev vedtaget og iværksat. Også minkbesætninger i Vejle og Esbjerg kommuner blev smittet, formentlig fra mennesker, ikke øvrige minkfarme.
Den 2. november 2020 var der trods smittebegrænsning konstateret COVID-smitte på 191 minkfarme (heraf 168 minkfarme i Region Nordjylland), som blev betragtet som "reservoir af virus". 7 forskellige virus-varianter særlig for mink blev konstateret, den såkaldte "minkvariant".
Den 3. november 2020 udsendte Statens Serum Institut en risikovurdering om fortsat minkavl. Heri vurderedes minkvarianten at være mindre modtagelig for vaccine, og at smittespredning af nye varianter (fra enten en stor minkpopulation eller en reduceret avlspopulation) kunne gentage sig senere trods initial bekæmpelse. Konklusionen var at fortsat minkavl indebar en risiko for folkesundheden.
Den 4. november 2020 erklærede Danmarks statsminister Mette Frederiksen at muterede coronavirus blev overført fra mink til mennesker, primært fra minkfarme i Region Nordjylland. En rapport fra SSI viste at der havde været mindst 12 humane infektioner med mutationen cluster 5, og dens antistofrespons var svag. Oprindeligt blev det antaget at 11 af tilfældene var fra Nordjylland og et enkelt på Sjælland uden forbindelse til Nordjylland, men dette blev senere korrigeret til at samtlige tilfælde var konstateret i Nordjylland. Mens instituttet sagde at denne mutation ikke menes at være farligere end andre coronavirus, advarede Kåre Mølbak og Tyra Grove Krause fra SSI om at mutationen sandsynligvis ikke ville reagere på de COVID-19-vacciner der i øjeblikket er under udvikling grundet ændringer i det såkaldte "spike protein" på virus i mink.
Som en forebyggende foranstaltning meddelte Frederiksen, at landet allerede er i gang med at slå alle mink i Danmark ned – så mange som 17 millioner. For at forhindre større spredning af mutationen blev det også meddelt 5. november at der ville blive gennemført en lockdown og bevægelsesrestriktioner i de nordjyske kommuner Brønderslev, Frederikshavn, Hjørring, Jammerbugt, Læsø, Thisted og Vesthimmerland med virkning fra 6. november, der skal vare mindst til 3. december. Alle kulturinstitutioner, biografer, teatre, sports- og fritidsfaciliteter og spisesteder er blevet beordret lukket, og rejser ind eller ud af kommunerne for andet end kritiske arbejdsfunktioner eller andre uopsættelige ærinder frarådes kraftigt. Offentlig transport suspenderes 9. november.
Også den 6. november offentliggjorde Verdenssundhedsorganisationen (WHO) en erklæring om SARS-CoV-2-varianterne forbundet med opdrættede mink i Danmark med særlig henvisning til cluster 5. Den forklarede at dette cluster har en kombination af mutationer der ikke tidligere var blevet observeret. Varianten har moderat nedsat følsomhed over for neutraliserende antistoffer, men yderligere undersøgelser ville være nødvendige for at forstå implikationer med hensyn til diagnostik, terapi og vacciner.
Den 7. november udtalte en række eksperter at det var en overreaktion at aflive alle danske mink, da der ikke var noget ved de danske fund, der adskilte sig fra udbrud og mutationer i andre lande, hvor der også er minkopdræt. Samtidig kom det frem at cluster 5 ikke var konstateret siden september 2020 og derfor med stor sandsynlighed er uddød naturligt. Andre eksperter støttede beslutningen om aflivning af alle mink, da minkfarme efter deres vurdering havde vist sig at udgøre en sundhedsrisiko for befolkningen som potentielt reservoir for nye mutationer.
Den 8. november blev det offentliggjort, at der manglede lovhjemmel til at kunne kræve mink udenfor smittezonerne aflivet, se minksagen.

## Internationale reaktioner
Den 6. november meddelte Storbritannien at alle rejsende, der vender tilbage fra Danmark, vil blive fjernet fra en hvidliste for dets COVID-19-rejsebegrænsninger. De der kommer ind i landet inklusive tilbagevendende rejsende, bliver derfor forpligtet til at isolere sig selv i 14 dage.
Den 7. november forbød de britiske myndigheder endvidere med øjeblikkelig virkning indrejse i landet for ikke-britiske statsborgere der kommer fra Danmark. Britiske borgere har lov til at vende tilbage, forudsat at de er isoleret med alle medlemmer af deres husstand i 14 dage. Forbuddet vil blive revideret i løbet af en uge.